# Dörmte
Dörmte ist ein Ortsteil der Gemeinde Oetzen im niedersächsischen Landkreis Uelzen.

## Geografie und Verkehrsanbindung
Dörmte liegt östlich des Kernortes Oetzen an der Kreisstraße K 3. Südlich verläuft die B 191. Am südlichen Ortsrand fließt die Wipperau, ein rechter Nebenfluss der Ilmenau. Unweit östlich von Dörmte mündet der Dörmter Bach in die Wipperau.